# Bélavár
Bélavár è un comune dell'Ungheria di 397 abitanti (dati 2007) situata nella contea di Somogy, nell'Ungheria centro-occidentale.